# Michelangelo Tamburini
Michelangelo Tamburini (27 de setembre de 1648 - † 28 de febrer de 1730) fou General de la Companyia de Jesús.
Fou successivament professor de filosofia i teologia, rector de col·legis, provincial venecià, secretari general, vicari general i superior general des del 31 de gener del 1706 fins a la seva mort.
En aquella època es va produir la controvèrsia dels ritus, que conclogué amb la derrota de l'orde i amb la crisi de les missions asiàtiques. Patiren els edictes de l'enemic dels jesuïtes, l'arquebisbe de París, Louis-Antoine de Noailles. D'altra banda, gràcies a un acord amb Pere el Gran, Tamburini amplià les activitats a Rússia.
Eficaç fou també la lluita contra el jansenisme, on obtingué el ple suport del papa i de Lluís XIV de França. Contribuí, a més a més, a molts dels èxits de la Companyia de Jesús, com les reduccions al Paraguai.